# Jonathan Holland (calciatore)
Jonathan Holland (Pietà, 15 luglio 1978) è un ex calciatore maltese, di ruolo difensore.

## Carriera

### Nazionale
Ha collezionato 18 presenze con la propria Nazionale.

## Statistiche

### Cronologia presenze e reti in Nazionale
| Cronologia completa delle presenze e delle reti in nazionale ― Malta | Cronologia completa delle presenze e delle reti in nazionale ― Malta | Cronologia completa delle presenze e delle reti in nazionale ― Malta | Cronologia completa delle presenze e delle reti in nazionale ― Malta | Cronologia completa delle presenze e delle reti in nazionale ― Malta | Cronologia completa delle presenze e delle reti in nazionale ― Malta | Cronologia completa delle presenze e delle reti in nazionale ― Malta | Cronologia completa delle presenze e delle reti in nazionale ― Malta |
| Data                                                                 | Città                                                                | In casa                                                              | Risultato                                                            | Ospiti                                                               | Competizione                                                         | Reti                                                                 | Note                                                                 |
| -------------------------------------------------------------------- | -------------------------------------------------------------------- | -------------------------------------------------------------------- | -------------------------------------------------------------------- | -------------------------------------------------------------------- | -------------------------------------------------------------------- | -------------------------------------------------------------------- | -------------------------------------------------------------------- |
| 28-4-1999                                                            | Ta' Qali                                                             | Malta                                                                | 1 – 2                                                                | Islanda                                                              | Amichevole                                                           | -                                                                    | 84’                                                                  |
| 24-11-1999                                                           | Beirut                                                               | Libano                                                               | 0 – 0                                                                | Malta                                                                | Amichevole                                                           | -                                                                    | 46’                                                                  |
| 15-12-2000                                                           | Ta' Qali                                                             | Malta                                                                | 1 – 0                                                                | Libano                                                               | Amichevole                                                           | -                                                                    |                                                                      |
| 20-1-2000                                                            | Ta' Qali                                                             | Malta                                                                | 2 – 0                                                                | Qatar                                                                | Amichevole                                                           | -                                                                    |                                                                      |
| 6-2-2000                                                             | Ta' Qali                                                             | Malta                                                                | 3 – 0                                                                | Azerbaigian                                                          | Amichevole                                                           | -                                                                    |                                                                      |
| 8-2-2000                                                             | Ta' Qali                                                             | Malta                                                                | 1 – 1                                                                | Andorra                                                              | Amichevole                                                           | -                                                                    | 74’                                                                  |
| 28-5-2000                                                            | Ta' Qali                                                             | Malta                                                                | 0 – 1                                                                | Sudafrica                                                            | Amichevole                                                           | -                                                                    | 78’                                                                  |
| 3-6-2000                                                             | Ta' Qali                                                             | Malta                                                                | 1 – 2                                                                | Inghilterra                                                          | Amichevole                                                           | -                                                                    | 82’                                                                  |
| 16-8-2000                                                            | Chișinău                                                             | Moldavia                                                             | 1 – 0                                                                | Malta                                                                | Amichevole                                                           | -                                                                    | 46’                                                                  |
| 7-10-2000                                                            | Sofia                                                                | Bulgaria                                                             | 3 – 0                                                                | Malta                                                                | Qual. Mondiali 2002                                                  | -                                                                    | 67’                                                                  |
| 15-11-2000                                                           | Tirana                                                               | Albania                                                              | 3 – 0                                                                | Malta                                                                | Amichevole                                                           | -                                                                    |                                                                      |
| 28-2-2001                                                            | Ta' Qali                                                             | Malta                                                                | 0 – 3                                                                | Svezia                                                               | Amichevole                                                           | -                                                                    | 46’                                                                  |
| 24-3-2001                                                            | La Valletta                                                          | Malta                                                                | 0 – 5                                                                | Danimarca                                                            | Qual. Mondiali 2002                                                  | -                                                                    | 68’                                                                  |
| 6-6-2001                                                             | Copenaghen                                                           | Danimarca                                                            | 2 – 1                                                                | Malta                                                                | Qual. Mondiali 2002                                                  | -                                                                    | 72’                                                                  |
| 14-11-2001                                                           | Paola                                                                | Malta                                                                | 2 – 1                                                                | Canada                                                               | Amichevole                                                           | -                                                                    | 46’                                                                  |
| 11-2-2002                                                            | Ta' Qali                                                             | Malta                                                                | 1 – 1                                                                | Lituania                                                             | Amichevole                                                           | -                                                                    | 46’                                                                  |
| 17-4-2002                                                            | Ta' Qali                                                             | Malta                                                                | 1 – 0                                                                | Azerbaigian                                                          | Amichevole                                                           | -                                                                    | 87’                                                                  |
| 12-2-2003                                                            | Ta' Qali                                                             | Malta                                                                | 2 – 2                                                                | Kazakistan                                                           | Amichevole                                                           | -                                                                    | 88’                                                                  |
| Totale                                                               |                                                                      | Presenze                                                             | 18                                                                   |                                                                      | Reti                                                                 | 0                                                                    |                                                                      |